# اصالت
اصالت‏ (انگلیسی: Originality)، جنبه‌ای است که آثار خلق شده یا ابداع شده به‌عنوان اثر جدید یا بدیع قابل تشخیص است.

## وثیقه
آنچه که ارزشمند باشد. مَوْثِق و میثاق بمعنی پیمان و عهد اکید و محکم است. و عهد درک بشر است که در ذات او گذاشته شده‌است.

## اصالت‏
اصالت دارای دو معنی اساسی است:
۱- به معنی صدق، اصالت به این معنی، به وثیقه یا به عملی گفته می‌شود که حقا از صاحب خود صادر شده باشد. اصالت به این معنی در مقابل مجعول قرار دارد.
می‌گویند: این نسخه کتاب اصیل یا اصلی است، مقصود این است که این نسخه به دست نویسنده کتاب تألیف شده‌است. البته چنین نیست که هر خبر دست اولی صادق باشد.
۲- به معنی صدق وثیقه‌ای که قاضی یا نویسنده عادلی آن را نوشته باشد گفته می‌شود. و نیز به معنی صدق قرار داد رسمی، یا صدق مضمون وثیقه و مطابقت آن با واقع به کار می‌رود.

## ما بعد الطبیعه
در ما بعد الطبیعه، اصالت به معنی مطابقت کامل ظاهر وجود یا حقیقت آن است.

## اخلاق
در علم اخلاق به معنی صدق ، اخلاص، راستی ، درستی و منش پاک است.

## نقد اصالت
اصطلاح نقد اصالت در علم تاریخ به نظریه مورخ در مورد اسناد و اخبار گفته می‌شود که آیا این اسناد و اخبار صحیح یا فریب کار یا جعلی است؟

## هایدگر
در نظر مارتین هایدگر، اصالت عبارت است از افکار و عواطف که حقاَ از جانب صاحب خود صادر شده باشد.

## ابتکار
دارائی و نوآوری که عبارت است از امتیاز چیزی یا کسی نسبت به دیگران، در صفات تازه‌ای که از او صادر شده‌است. اصالت به این معنی، در مورد انسان، عبارت است از نوآوری، در مورد فکر و رأی، عبارت است از غنا و دارندگی، در مورد روش، عبارت است از ابتکار.

## قرآن
بیان قرآن حاکی از اصالت و اصیل بودنِ بامداد و شامگاه در عهد با خدای تعالی است.
قَالَ رَبِّ ٱجۡعَل لِّيٓ ءَايَةٗۖ قَالَ ءَايَتُكَ أَلَّا تُكَلِّمَ ٱلنَّاسَ ثَلَٰثَةَ أَيَّامٍ إِلَّا رَمۡزٗاۗ وَٱذۡكُر رَّبَّكَ كَثِيرٗا وَسَبِّحۡ بِٱلۡعَشِيِّ وَٱلۡإِبۡكَٰرِ(٤١)
گفت: پروردگارا، برای من (به شکرانه این نعمت) آیتی مقرّر فرما، فرمود: تو را آیت این باشد که تا سه روز با مردم سخن جز به رمز نگویی، و پیوسته به یاد خدا باش و (او را) در صبحگاه و شبانگاه تسبیح گوی. (۴۱)
شامگاه، شکافی میان دنیاها است، دری به سوی ناشناخته‌ها.